# Mungkur (Siempat Rube)
Mungkur is een bestuurslaag in het regentschap Pakpak Bharat van de provincie Noord-Sumatra, Indonesië. Mungkur telt 497 inwoners (volkstelling 2010).